# Liste de fromages polonais
Liste de fromages polonais :

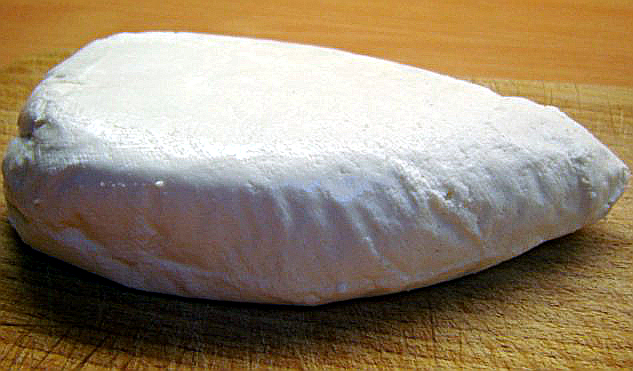
Twaróg.

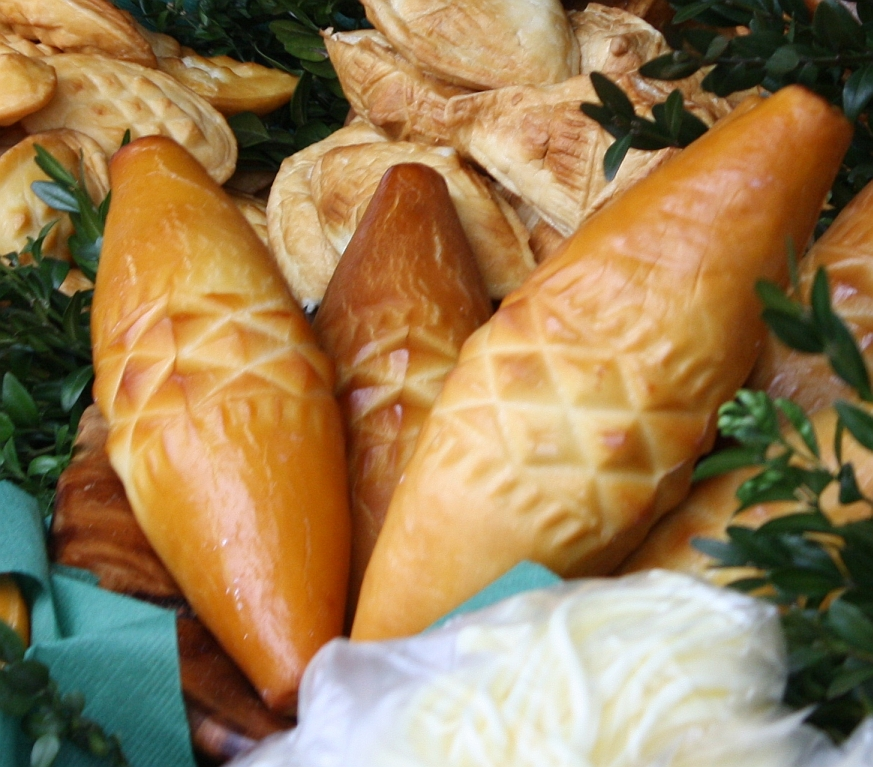
Oscypek.

- Bałtycki: Marque de fromage polonaise.

- Bryndza ; Fromage au lait de brebis fabriqué en Pologne et en Slovaquie[1]. Les recettes diffèrent légèrement selon les pays.
- Bundz ; arrière-goût amer,
- Bursztyn - fromage à pâte pressée cuite ;
- Gołka ;Similaire à l'oscypek, mais fabriqué avec du lait de vache.
- Koryciński ; Fromage à pâte dure et jaune, fabriqué au lait de vache. Nommé d'après la ville de Korycin.
- Oscypek ; Fromage au lait de brebis fumé. Il existe également une version plus petite appelée redykołka, surnommée la « petite sœur » de l'oscypek.
- Radamer: Un fromage au lait de vache, d'influence hollandaise et suisse[2]
- Redykołka ; Parfois surnommé la « petite sœur » de l'Oscypek, les deux fromages sont parfois confondus. Ce fromage est souvent fabriqué en forme d'animaux, de cœurs ou de couronnes décoratives.
- Rokpol ; Polish blue cheese similar to Danish blue cheeses. The name derives from Roquefort and suggests that it is a Polish Roquefort, however, it is made with cows' milk.
- Twaróg - faisselle ou caillé ;
- Tylżycki. Fromage jaune au lait de vache[3]. Fromage à pâte mi-dure, variété de Tilsiter[4].
- Zgorzelecki: Fromage à pâte mi-dure, jaune, fabriqué à partir de lait de vache.